# Harry Brodribb Irving
Harry Brodribb Irving (5 août 1870 - 17 octobre 1919), est un acteur de théâtre britannique et actor-manager, l'aîné des enfants d'Henry Irving et de sa femme Florence 0'Callaghan. Il fut le père du décorateur-scénographe Laurence Irving et de l'actrice Elizabeth Irving.

## Ses premières années
Bien qu'enfant il apparut quelques fois dans les productions de son père, il semble qu'il se destinait à la profession d'avocat. Il entra à Marlborough College puis au New College d'Oxford où il étudia le droit et fit quelques apparitions dans des productions estudiantines. En 1894, c'est au Inner Temple qu'il est admis au Barreau, mais au lieu de poursuivre une carrière de barrister, il décida de devenir acteur sous le nom de scène de H. B. Irving afin de se distinguer de son père.

## Carrière
Sa première apparition sur scène, à l'âge de 21 ans, fut au Garrick Theatre de Londres, dans School. En 1906, il partit en tournée aux États-Unis avec succès, jouant dans les pièces rendues célèbres par son père, notamment The Lyons Mail, Charles I et The Bells (en). En 1905, il donna une conférence largement auto-biographique à la Royal Academy of Dramatic Art de Londres. Inévitablement, ses premières années d'acteur se passèrent dans l'ombre de son père puisqu'il était, en premier lieu, membre de la Compagnie de Sir Henry Irving.
Il épousa Dorothea Baird en 1896, laquelle, après avoir tenu, l'année précédente, le rôle-titre de Trilby, était considérée à cette époque comme la plus grande actrice de Grande-Bretagne. H. B. et Dorothea eurent un fils, Laurence, qui devint un décorateur-scénographe réputé à Hollywood, et une fille Elizabeth. H. B. faisait toujours partie de la troupe paternelle, mais ressentit bientôt le besoin de s'en détacher. En 1898, il rejoignit George Alexander au St James's Theatre (en) où il incarna Don John dans Beaucoup de bruit pour rien, puis dans l'étonnant succès de The Ambassador de John Oliver Hobbes (en).
Durant les sept années qui suivirent, ils se joignirent à plusieurs compagnies, ensemble ou séparément, sélectionnant les rôles qui les attiraient. En 1900, ils jouèrent ensemble dans les 153 représentations du Songe d'une nuit d'été, produit par Herbert Beerbohm Tree, qui fut donné au Her Majesty's Theatre.
En 1904, un an seulement avant la mort soudaine de son père le 13 octobre 1905, Irving joua Hamlet pour la première fois. La production, qui fut un succès populaire, était présentée à l'Adelphi Theatre avec Oscar Asche dans le rôle de Claudius, Walter Hampden dans le rôle de Laërte et Lily Brayton dans le rôle d'Ophélie.
À la mort de son père, il fonda sa propre compagnie, qui incluait sa femme, et partit en tournée en province, reprenant principalement les meilleures interprétations de Sir Henry Irving. Pour la soirée d'ouverture du tout nouveau Kings Theatre (en) de Southsea, il présenta Charles I, The Bells et The Lyons Mail. Occasionnellement, il présenta d'autres pièces avec plus de succès, comme Dr Jekyll and M. Hyde au Queen's Theatre de Londres.
En 1911, Irving, Baird et leur London Company partirent en tournée en Australie pour y présenter Hamlet. Deux ans plus tard, Baird quitta la scène mais Irving continua à jouer. En 1913, il visita l'Afrique du Sud ; au Cap, un photographe saisit son dîner au Owl Club (en). En 1914, on le vit avec Basil Rathbone au Savoy Theatre dans The Sin of David.

## Les dernières années
Pendant la Première Guerre mondiale, Irving se retira du théâtre et revint au droit ; il rédigea une étude pour laquelle il est désormais célèbre, A Book of Remarkable Criminals, publiée en 1918 et s'attachant aux vies, motivations et crimes de quelques meurtriers infâmes, Life of Judge Jeffreys, French Criminals of the 19th Century et quelques autres papiers sur le sujet. Après avoir passé vingt ans de sa vie consacrés au théâtre, son plus grand succès lui vint de ce qu'il était prévu qu'il soit, un expert légal.
H.B.Irving fut aussi un membre fondateur de Our Society avec Arthur Conan Doyle, Arthur Diosy, J.B. Atlay, et le Coroner Ingleby Oddie (entre autres). Our Society est le toujours très florissant "Murder Club" de Londres, où l'on discute d'anciens crimes à l'occasion de dîners donnés régulièrement.

## Filmographie choisie
- The Lyons Mail (en) (1916)

## Autres
Holdroyd, Michael, A Strange Eventful History - The Dramatic Lives of Ellen Terry, Henry Irving, and Their Remarkable Families, Farrar, Strauss, and Giroux, New York, 2008.